# 피아노 협주곡 6번 (베토벤)
《피아노 협주곡 6번 라장조, Hess 15》는 1814년 말에서 1815년 초 사이에 루트비히 판 베토벤에 의해 쓰인 곡이다.

## 개요
베토벤이 상당한 시간을 할애해 작곡한 곡이었고, 그의 피아노 협주곡에 관하여 《6번》으로 지정되었을 것으로 짐작되는 이 곡은 끝내 완성되지 못했다. 그는 약 70페이지 분량의 1악장 스케치를 남겼다. 또한 그는 총보 작성에 착수하였으며(베를린 국립도서관, MS Artaria 184), 악장 시작부터 독주 제시부의 중간쯤에 해당하는 182소절까지는 거의 즉시 붓을 놀릴 수 있었다. 그러나 곡이 진행될수록 필치는 날아가 버렸고, 베토벤이 결정적인 역할을 하지 못해 불만족에 빠져 있던 모습을 볼 수 있다. 결국 그는 작품을 포기했고, 이 부분적인 악장(Hess 15로 알려짐)은 베토벤의 실현되지 않은 착상 중 가장 큰 규모의 작품 중 하나가 되었다. 1악장의 완성은 1987년에 영국의 음악 학자 니콜라스 쿡에 의해 재구성되었다.

## 음반 참조
2019년에 조피 마유코 페터는 피터 루치카(지휘), 함브루크 심포니 관현악단과 함께 월드 프리미어 레코딩을 통해 베토벤의 피아노 협주곡 세 곡을 녹음하고 있다. 《피아노 협주곡 0번》이라고 일컬어지는 WoO 4와 《피아노 협주곡 2번》, 그리고 미완성의 《피아노 협주곡 6번》이 그것들이며, 이 중 《피아노 협주곡 6번》은 영국의 음악 학자 니콜라스 쿡과 독일의 음악학자 헤르만 데햔트가 완성시켰으며 세계 최초로 공식 녹음된 연주이다.